# Deutsche Reichsbahn (Alemania Oriental)
La Deutsche Reichsbahn (DR) fue la compañía estatal de ferrocarriles que existió en la República Democrática Alemana (RDA). Después de la Segunda Guerra Mundial las secciones de la antigua Deutsche Reichsbahn (DRB) que se encontraban en la zona de ocupación soviética y en Berlín continuaron operando bajo esta denominación, mientras en el oeste los ferrocarriles fueron integrados en la nueva Deutsche Bundesbahn a partir de 1949. Durante toda la creación de la RDA también en ese mismo año, la Reichsbahn continuó su existencia en la Alemania oriental. Tras la reunificación alemana en 1990 la compañía siguió existiendo durante algunos años más, pero el 31 de diciembre de 1993 de se unificó con la Deutsche Bundesbahn y ambas dieron lugar a la Deutsche Bahn (DB), que sigue operando en la actualidad. 

## Historia

### Orígenes

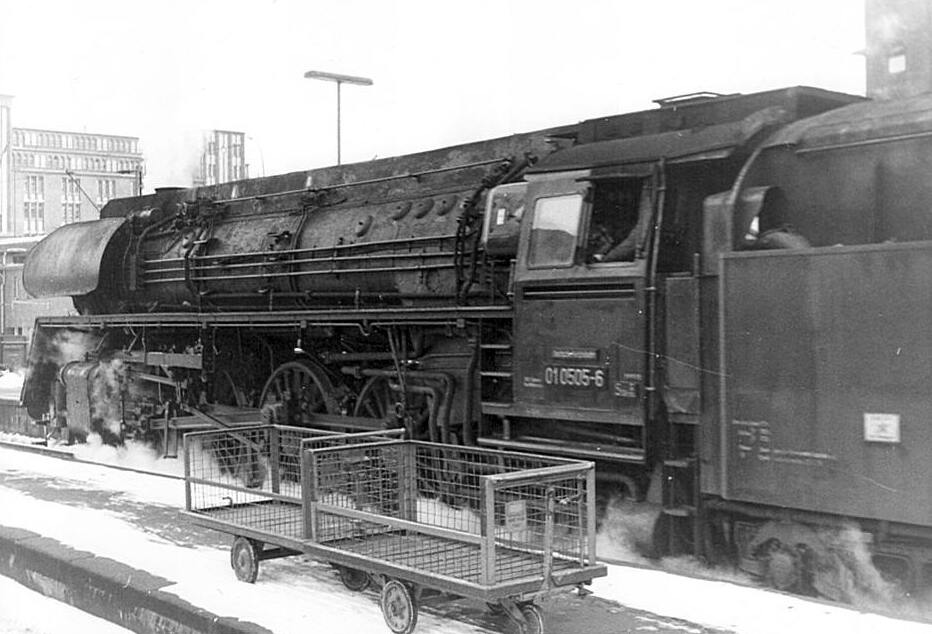
Locomotora de la DR en la Estación central de Hamburgo (1971).

Después de la creación de la República Democrática Alemana (RDA) el 7 de octubre de 1949, el Gobierno de la Alemania oriental continuó operando todos los ferrocarriles de su territorio bajo la denominación oficial de Deutsche Reichsbahn.

## Organización
La DR fue la mayor empresa en la Alemania oriental y como empresa de propiedad estatal estaba subordinada directamente al Ministerio de transportes de la RDA (Ministerium für Verkehr der DDR). La jefatura de la empresa era ostentada por un director general de la DR (oficialmente, Generaldirektor der Deutschen Reichsbahn). Las oficinas centrales de la compañía estaban localizadas en Berlín Este, en el n.º 33 de la Voßstraße, cercano al Muro de Berlín y en frente del antiguo emplazamiento de la Cancillería del Reich.
La compañía Mitropa proporcionó los servicios de cáterin a la DR, tanto a bordo de sus trenes como en las estaciones. La seguridad en los ferrocarriles y las estaciones quedó bajo jurisdicción de la Transportpolizei, que fue la policía de ferrocarriles de la Alemania oriental.

### Directores generales

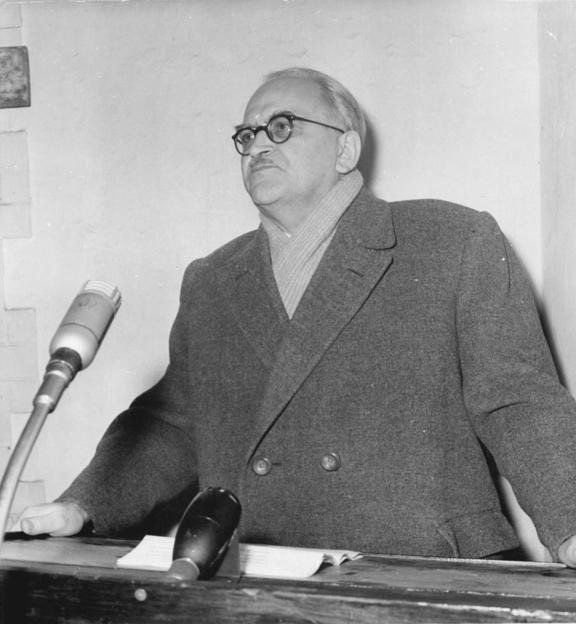
Erwin Kramer, director general entre 1950 y 1970.

| Nombre            | Periodo   | Notas                                                          |
| Willi Besener     | 1946-1949 |                                                                |
| Willi Kreikemeyer | 1949-1950 | Detenido, bajo acusación espionaje.                            |
| Erwin Kramer      | 1950-1970 | También fue Ministro de Transportes mientras ejercía el cargo. |
| Otto Arndt        | 1970-1989 | También fue Ministro de Transportes mientras ejercía el cargo. |
| Herbert Keddi     | 1989-1990 |                                                                |
| Hans Klemm        | 1990-1991 |                                                                |
| Heinz Dürr        | 1991-1993 | Ejerció como Presidente del Consejo de administración.         |

### Reichsbahndirektionen(Rbd)
La estructura interna de la RD estaba dividida en varias secciones regionales denominadas Reichsbahndirektionen, con centros administrativos en Berlín, Cottbus, Dresde, Erfurt, Greifswald, Halle, Magdeburgo y Schwerin.

## Servicios de pasajeros
La DR estaba dirigida de acuerdo a los principios socialistas de una Economía planificada. Hacia 1989 el 17.2% del volumen de transporte de pasajeros en la RDA era operado por la DR - lo que suponía tres veces la cuota de mercado de la Deutsche Bundesbahn (DB) en Alemania Occidental. Las tarifas eran bastante baratas, pero los trenes solían ser lentos y tendían al hacinamiento de pasajeros. La DR ofrecía un número limitado de expresos especiales, tales como el "Neptun" (Berlín - Copenhague), "Vindobona" (Berlín - Viena), "Karlex" (Berlín - Carlsbad) y el "Balt-Orient-Express" (Berlín - Bucarest).